# Kevin Møller
Kevin Møller, född 20 juni 1989, är en dansk handbollsmålvakt, som spelar för SG Flensburg-Handewitt och det danska landslaget.

## Meriter
Med klubblag
- EHF Champions League-mästare 2021 med FC Barcelona
- Spansk mästare 2019, 2020 och 2021 med FC Barcelona
- Copa del Rey 2019, 2020 och 2021 med FC Barcelona
- Copa ASOBAL 2019, 2020 och 2021 med FC Barcelona
- Supercopa ASOBAL 2019, 2020 och 2021 med FC Barcelona
- IHF Super Globe 2018 och 2019 med FC Barcelona
- Tysk mästare 2018 med SG Flensburg-Handewitt
- Tysk cupmästare 2015 med SG Flensburg-Handewitt

Med landslag
- VM 2021 i Egypten
- VM 2023 i Sverige/Polen
- OS 2020 i Tokyo
- EM 2022 i Ungern/Slovakien